# Ana Girón de Rebolledo
Ana Girón de Rebolledo (Valencia-Barcelona, siglo XVI) fue conocida por ser la esposa del poeta Juan Boscán y por haber cuidado de la publicación de sus obras, Las obras de Boscán y alguna de Garcilaso de la Vega, en 1543-1544.

## Biografía
Ana Girón de Rebolledo es hija del valenciano Juan Girón de Rebolledo y nace entre 1514 y 1519.
Fue una dama valenciana, perteneciente a la familia de los barones de Andilla, que vivió en el siglo XVI. Fue la esposa de Juan Boscán, al que conoció en Barcelona en 1533 y con el que firma los capítulos matrimoniales el 7 de agosto de 1539, para finalmente casarse el 9 de septiembre de ese mismo año. 
Tuvieron tres hijas (Mariana, Violante y Beatriz). 
Ha pasado a la historia por tener un papel esencial en la publicación en 1543 de Las obras de Boscán y algunas de Garcilasso de la Vega. Esta tarea quedó pendiente a Juan Boscán de Almogáver, quien el 23 de marzo de 1542 ya firmara contrato para la publicación de dichas obras, asumiendo el compromiso de corregir uno a uno todos los pliegos del libro para subsanar posibles errores en el proceso de impresión. Sin embargo, al sorprenderle la muerte el 21 de septiembre de 1542 cuando regresaba de Perpiñán, es Ana Girón quien finaliza este acometido, asumiendo la parte final del proceso de impresión de las obras de su marido y las de Garcilaso, pero no pudiendo evitar que la edición saliera con bastantes errores. El 20 de marzo de 1543 por fin vio la luz la edición de unos de los libros de poesía más trascendentales para la literatura en lengua castellana.
Por tanto, en buena medida, a Ana Girón se debe que la obra de estos autores haya llegado hasta nuestros días.